# Марія Казецька

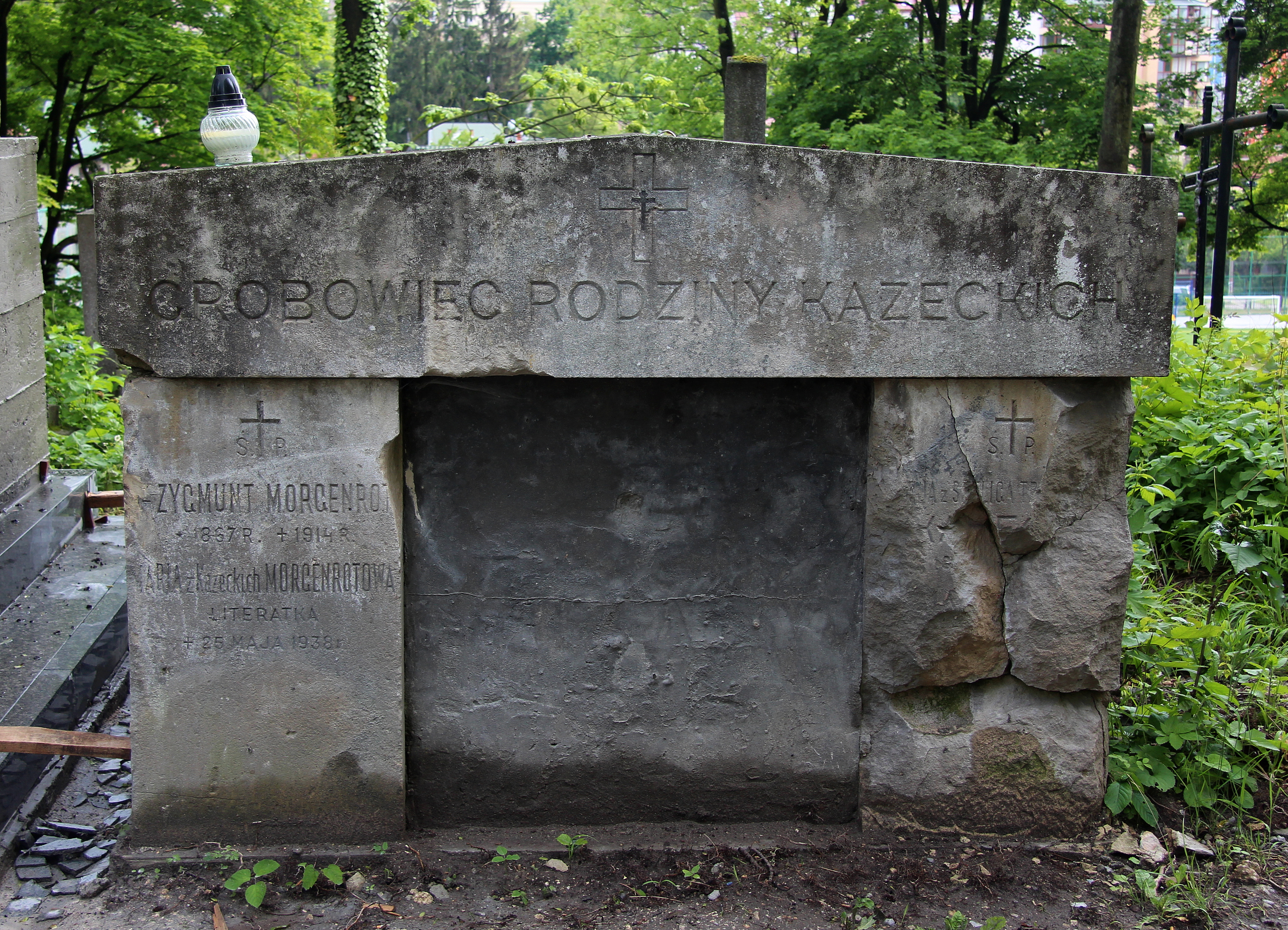

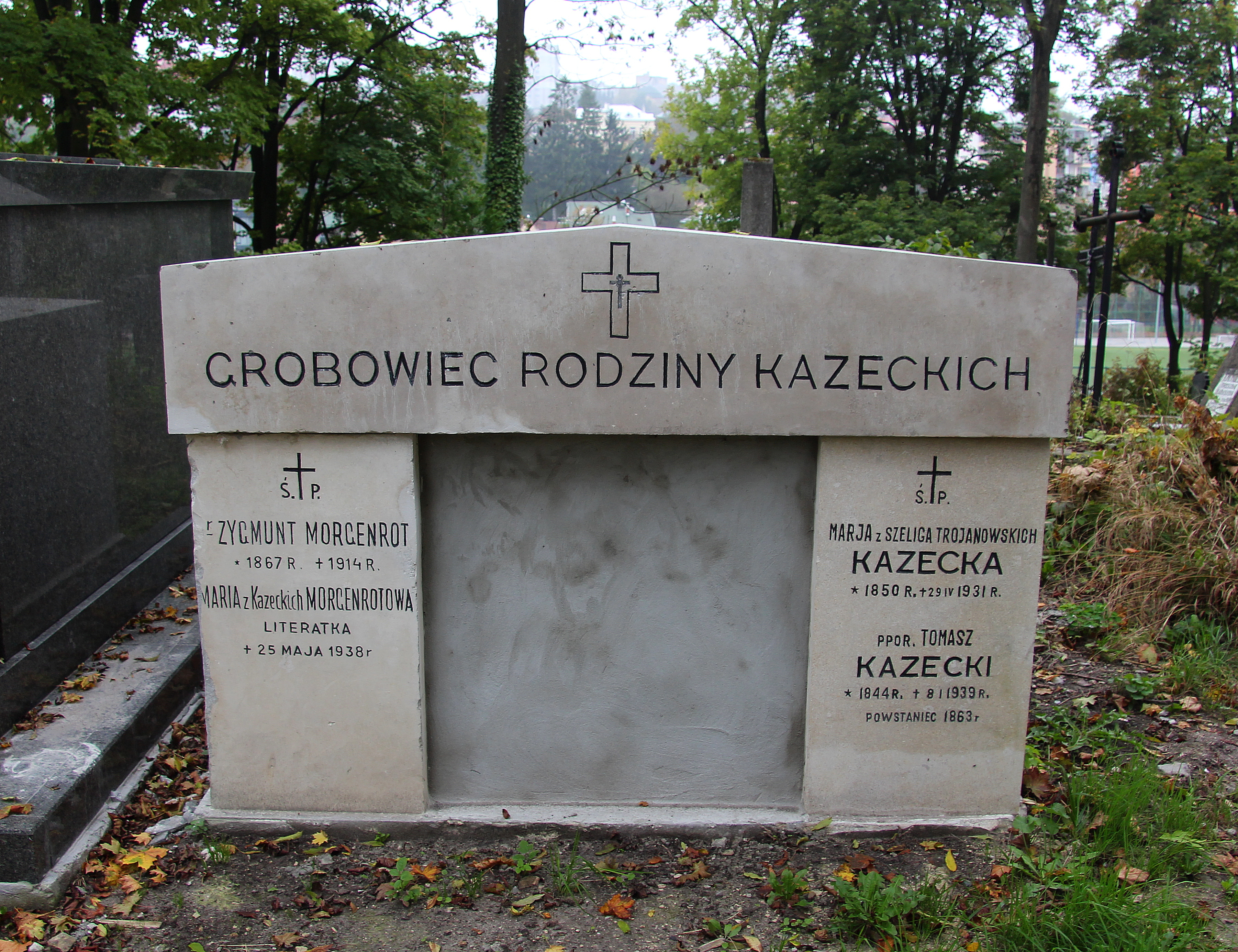

Марія Антоніна Казецька-Монгенрот' (пол. Maria Antonina Kazecka; 1880, Залізці, Австро-Угорщина нині Тернопільського району — травень 1938, Львів, Польська Республіка) — польська поетеса, письменниця, культурна і громадська діячка, що жила і працювала на території сучасної України. Учасниця Польсько-української війни і битви за Львів у 1918 році.

## Життєпис
Марія Казецька народилася 1880 року в сім'ї польського офіцера Томаша Казецького, учасника повстання 1863 року, та Марії Марчелли Антоніни, до шлюбу Трояновської. Марія навчалася в приватній львівській гімназії та вчительській семінарії.
Була одружена із Зигмунтом Моргенротом (1867—1914).  Жила з родиною у Львові на вулиці Юзефа Ігнація Крашевського.
Померла Марія Казецька у травні 1938 року. Її похорони були організовані за рахунок бюджету Львова. Похована на 79 полі Личаківського цвинтаря, у родинній гробниці.

## Діяльність
Брала активну участь в культурно-літературному житті Львова. Була редакторкою журналу «Żywy Dziennik». Член Товариства взаємодопомоги польських літераторів і артистів.
У 1913 році ініціювала проведення творчих вечорів, концертів, виставок і вистав польських артистів у Києві.
Учасниця Польсько-української війни і битви за Львів у 1918 році. Була медсестрою, брала участь у боях у різних районах Львова. Командувала загоном допоміжної жіночої регулярної та добровольчої армії. Внаслідок важкого поранення Марія Казецька отримала інвалідність.
За існування Польської Республіки займалася літературною творчістю. Видала 5 збірок поезії, публікувала вірші і новели на сторінках «Gazety Lwowskiej» та «Kuriera Lwowskiego». Марія Казецька — авторка спогадів про перебування у Польщі в 1914 році письменника Джозефа Конрада, біографії Яна Каспровича.
У своїх творах описала героїчні дії Львівських орлят.

## Вибрані твори
Збірки віршів
- Kędy milczy słońce (1903)
- Akwarelle [Архівовано 24 вересня 2015 у Wayback Machine.] (1904)
- Poezje, Tom III (1905)
- Poezje (1907)
- Utwory poetyckie wierszem i prozą (1900—1910)
- Lwów w pieśni poetów lwowskich (1919, антологія)
- Kwiaty dalekie, Tom V[13] (1932)

Проза
- Leciutki romans Pani Tuty
- Pod Szyfrą (повість, видана під псевдонімом Lady Capris)
- Z «Wierszy dla Ciebie»

## Нагороди
- Хрест Незалежності
- Хрест Хоробрих
- Хрест Оборони Львова